# Liste der Kathedralen in Europa
Die Liste der Dome und Kathedralen in Europa enthält Kathedralen/Bischofskirchen aller Konfessionen in Europa.

## Staaten

### Albanien

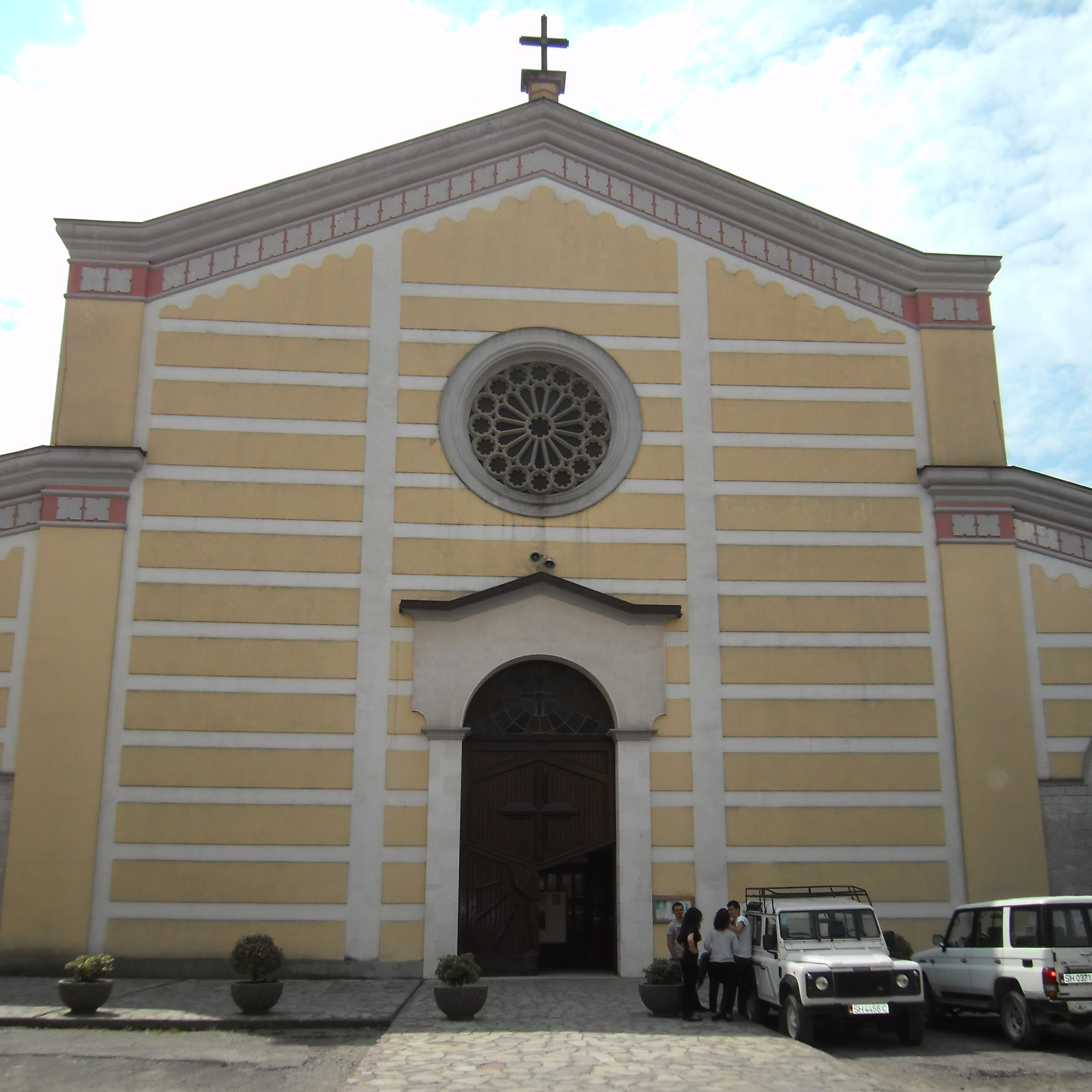
Römisch-katholische Stephanskathedrale in Shkodra

- Berat: Nikolauskathedrale, (albanisch-orthodox, Bistum Berat)
- Durrës: Pauluskathedrale, (alb.-orth.)
- Fier: Kathedrale von Fier, (alb.-orth.)
- Korça: Kathedrale von Korça, (alb.-orth., Bistum Korça)
- Lezha: Nikolauskathedrale, (röm.-kath.)
- Pogradec: Kathedrale von Pogradec, (alb.-orth.)
- Rrëshen: Kathedrale Jesus Retter der Welt, (röm.-kath.)
- Vau-Deja: Kathedrale von Sapa, (röm.-kath.)
- Shkodra:
  - Kathedrale der Geburt des Herrn, (alb.-orth.)
  - Stephanskathedrale, (röm.-kath., Erzbistum Shkodra)
- Tirana:
  - Auferstehungskathedrale, (alb.-orth.)
  - Pauluskathedrale, (röm.-kath., Erzbistum Tirana-Durrës)

### Andorra
In Andorra gibt es keine Kathedralen.

### Bosnien und Herzegowina
- Banja Luka:

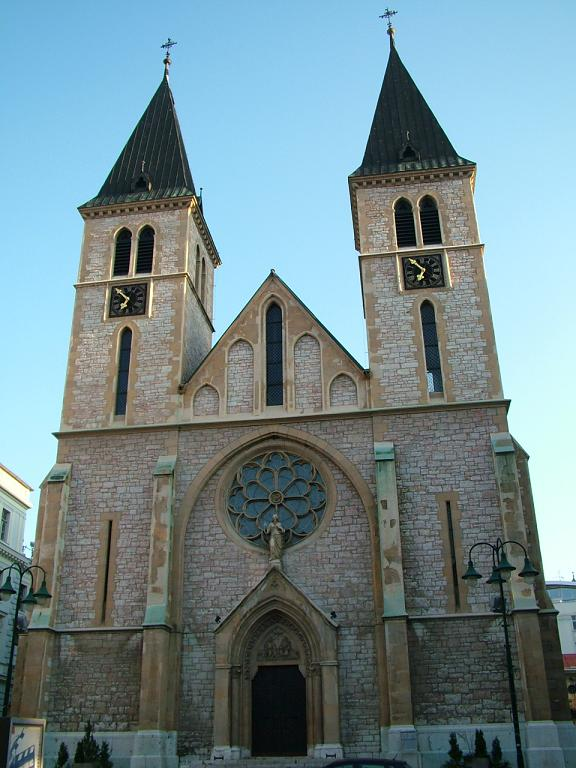
Sarajewo, röm.-kath.

  - Katedrala Sv. Bonaventure, röm.-kath.
  - Erlöserkirche, serbisch-orthodox, 1925–1939, nach Zerstörung wiedererrichtet 1993–2004
- Bosanski Petrovac: Peter-und-Paul-Kathedrale
- Mostar:
  - Katedrala Marija Majka Crkve (Maria Mutter der Kirche), röm.-kath.
  - Kathedrale der Heiligen Dreifaltigkeit, serbisch-orthodox, 1993 zerstört
- Sarajewo:
  - Kathedrale Herz Jesu, röm.-kath.
  - Kathedrale der Geburt Mariens, serbisch-orthodox
- Trebinje: Ko-Kathedrale zur Geburt Mariens, röm.-kath.

### Bulgarien
- Burgas: Orthodoxe Kathedrale
- Lowetsch: Dreifaltigkeitskathedrale, orth.
- Plowdiw:
  - Kathedrale St. Ludwig von Frankreich, röm.-kath.
  - Kathedrale der Gottesmutter, orth.
- Russe: Kathedrale St. Paul am Kreuz, röm.-kath.
- Sofia:
  - Alexander-Newski-Kathedrale, orth.
  - Kathedrale Sweta Nedelja, orth.
  - Jungfrau-Maria-Kathedrale, röm.-kath., bulg. Ritus
  - Kathedrale St. Josef, röm.-kath. (Konkathedrale)
- Warna: Kathedrale der Gottesmutter, orth.
- Widin: Sweti Dimitar-Kathedrale, orth.

Weitere orthodoxe Kathedralen befinden sich in Goze Deltschew, Plewen, Russe, Sliwen, Stara Sagora, Wraza und Weliko Tarnowo.

### Dänemark
- Aalborg (Ålborg): Sct. Budolfi Domkirke Aalborg, ca. 1300, seit 1554 ev. Bischofskirche; zuvor Vestervig Kirke und Børglum Kloster
- Aarhus: Domkirke St. Clemens, 15. Jahrhundert, heute ev. Bischofskirche
- Hadersleben (Haderslev): Domkirke for Frue, 13. Jahrhundert, seit 1920 ev. Bischofskirche
- Helsingør: Sct. Olai Domkirke Helsingør, um 1200, seit 1961 evangelische Bischofskirche
- Kirkjubøur (Färöer): Magnusdom, um 1300, ehemalige Bischofskirche
- Kopenhagen (København):
  - Domkirke vor Frue (luth.), Vorgängerbauten königl. Hauptkirche, nach Zerstörung 1829 Neubau, seit 1922 ev. Bischofskirche
  - Domkirke St. Ansgar, 1842, röm.-kath. BischofskircheRibe, Domkirke

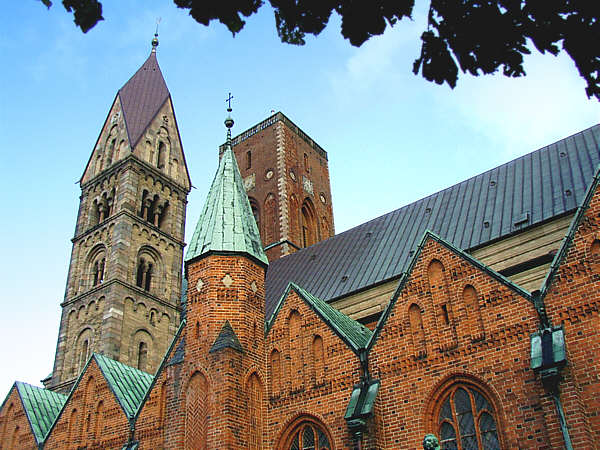
Ribe, Domkirke

- Maribo: Domkirke, 1470 als Klosterkirche, jetzt ev. Bischofskirche
- Odense: Sankt Knuds Kirke, 1499, jetzt ev. Bischofskirche
- Ribe (Ripen): Domkirke Vor Frue, 1110–1134 bis 14. Jahrhundert, jetzt ev. Bischofskirche
- Roskilde: Dom von Roskilde, 1280, jetzt ev. Bischofskirche
- Tórshavn (Färöer): Tórshavner Domkirche, 1788, ev. Bischofskirche seit 1990
- Viborg: Dom zu Viborg, 1120–1180, 1863–1876 große Teile abgerissen und rekonstruiert, stets Bischofskirche, ev.

### Deutschland
einschl. protestantischer Bischofskirchen, sowie Nenn-Domen

### Estland
- Haapsalu (Hapsal):Bischofsburg Haapsalu mit Kathedrale St. Johannes des Evangelisten, später St. Nikolaus, um 1260, Bischofssitz bis etwa 1580, 1688 abgebrannt, Wiederherstellung 1885–1889 wiederhergestellt, 1940 geschlossen, 1992 wieder ev. Pfarrkirche
- Narva (Narwa)
  - Dom zu Narva, 1641–1651, zerstört 1944
  - Auferstehungskathedrale
- Tallinn (Reval)
  - Domkirche St. Marien, 1219, Turm 18. Jahrhundert, heute lutherische Bischofskirche
  - Alexander-Newski-Kathedrale, 1894–1900 (russisch-orthodox)
  - Kathedrale St. Peter und Paul (römisch-katholisch)
- Tartu (Dorpat): Dom zu Tartu, 13. Jahrhundert, Bischofskirche bis 1553, im 16. Jahrhundert durch Krieg zerstört, Chor zur Universitätsbibliothek umgebaut, heute Museum

### Finnland

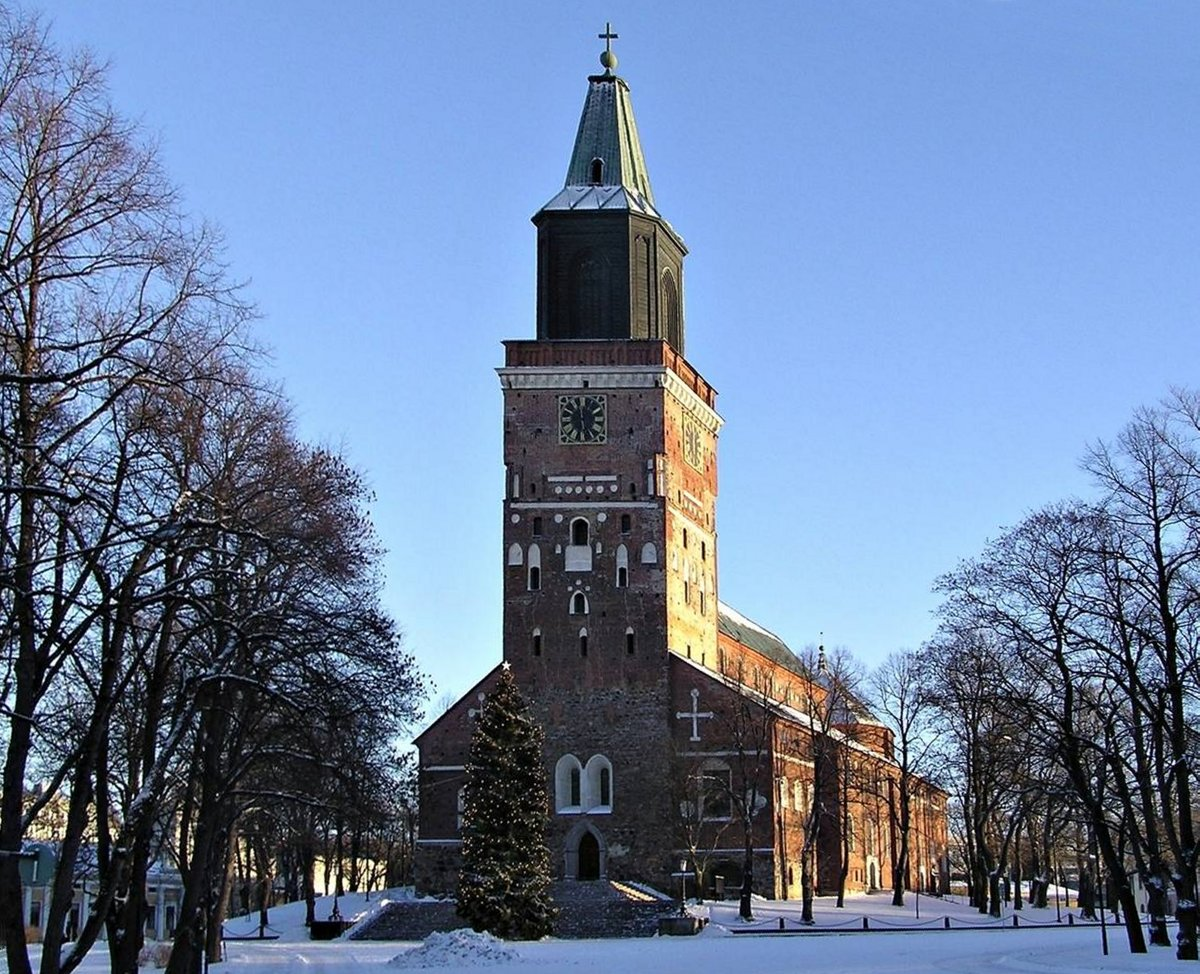
Dom von Turku

- Espoo: Dom von Espoo, um 1490, seit 2004 ev.-luth. Bischofskirche
- Helsinki:
  - Dom von Helsinki, 1820–50, seit 1953 ev.-luth. Bischofskirche
  - Uspenski-Kathedrale, 1868 orth. Bischofskirche
  - St.-Heinrichs-Kathedrale, 1955, röm.-kath. Bischofskirche
- Kuopio:
  - Dom von Kuopio, 1816, seit 1939 ev.-luth. Bischofskirche
  - Kathedrale St. Nikolaus 1902/03, orth. Bischofskirche
- Lapua: Dom von Lapua, 1824–1827, ev.-luth. Bischofskirche
- Mikkeli: Dom von Mikkeli, 1896–1918, ev.-luth. Bischofskirche
- Oulu:
  - Dom von Oulu, 1771–1776, ev.-luth. Bischofskirche
  - Hl. Dreifaltigkeitskathedrale, 1957, orth. Bischofskirche
- Porvoo: Dom von Porvoo, um 1450, seit 1723 ev.-luth. Bischofskirche
- Savonlinna: Dom von Savonlinna, 1874–1878, zwischen 1897 und 1925 ev.-luth. Bischofskirche
- Tampere: Dom von Tampere 1902–1907, seit 1923 ev.-luth. Bischofskirche
- Turku: Dom von Turku, Ende 13. oder 14. Jahrhundert, ev.-luth. Bischofskirche

### Gibraltar
- Cathedral of the Holy Trinity (anglikanisch)
- Cathedral of St. Mary the Crowned (römisch-katholisch)

### Griechenland
In den Klammern steht entweder (ελληνική γλώσσα/neugriechische Transkription) oder (bibliografische Transkription, ελληνική γλώσσα).
- Athen (Αθήνα/Athína)

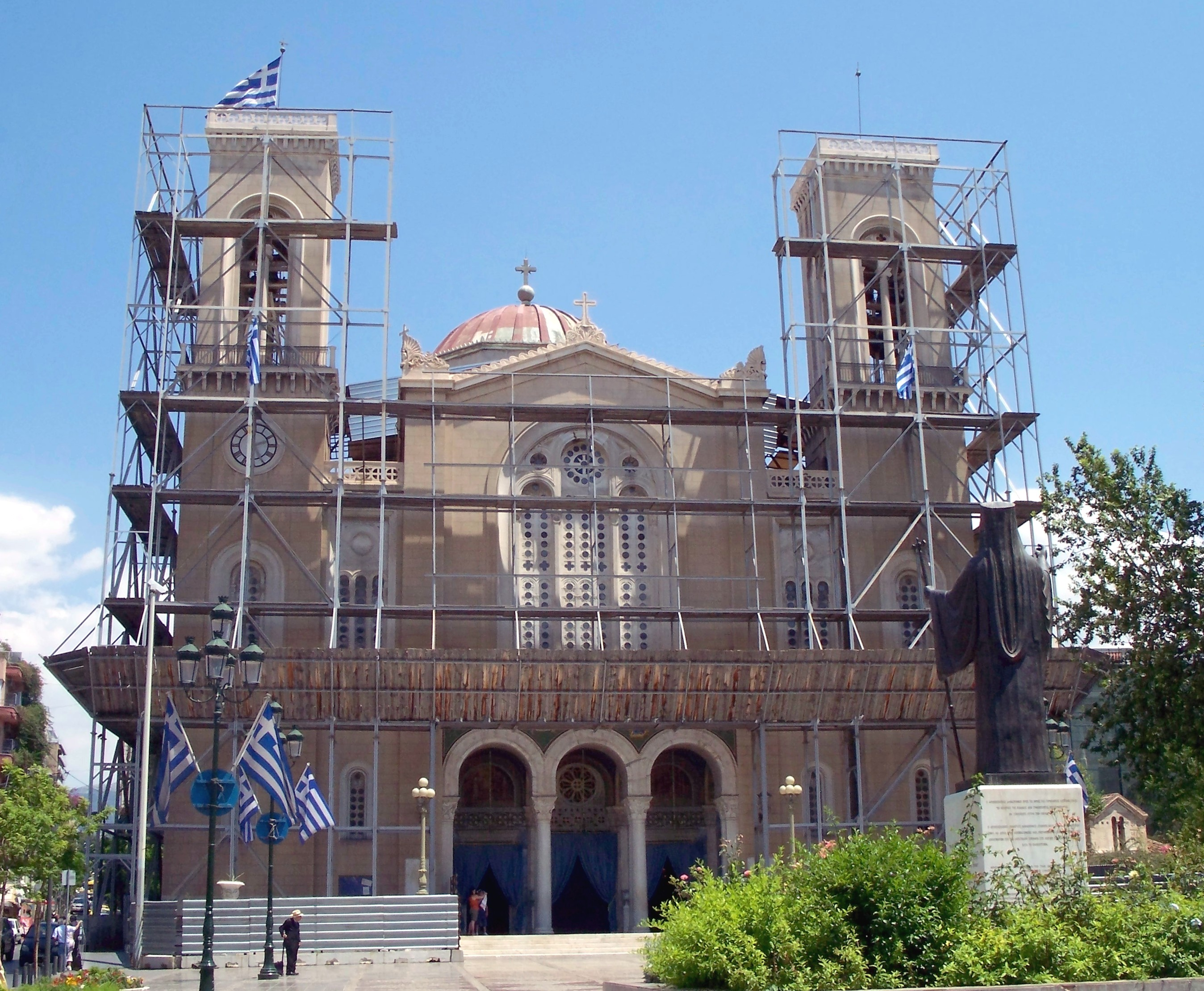
Mitropolis von Athen

  - „Mitropolis“ (Μητρόπολις), Metropolitenkirche von Athen (Μητροπολιτικός Ναός Αθηνών) der Verkündigung der Gottesmutter (Ευαγγελισμός της Θεοτόκου), 1842–1862, Kathedrale des Erzbischofs von Athen und ganz Griechenland, Oberhaupt der orthodoxen Kirche von Griechenland
  - Agii Theodori (Agioi Theodoroi, Άγιοι Θεόδώροι), 11./12. Jahrhundert, ehem. Kathedrale
  - Kathedrale St. Dionysos, röm.-kath.
- Chania (auf Kreta): Himmelfahrtskathedrale, röm.-kath.
- Insel Chios: St. Nikolaos, röm.-kath.
- Ioannina: St. Anastasius, orth.
- Iraklio (Ηράκλειο): Agios Minas (Άγιος Μινάς)-Kathedrale, 1895, Erzbischofssitz der Griechisch-orthodoxen Kirche von Kreta (Κρήτη/Kriti)
- Insel Korfu:
  - Kathedrale St. Theodora, orth.
  - Kathedrale Sts. Jakob & Christopher, röm.-kath.
- Insel Naxos: Naxos: Kathedrale der Darstellung des Herrn
- Patras: St. Andreas, orth.
- Piräus: Dreifaltigkeitskathedrale, orth.
- Rhodos (Ρόδος/Ródos):
  - Verkündigungskathedrale, orth.
  - Agios Frangiskos tis Asizis, röm.-kath.
- Insel Santorin: Kathedrale St. Johannes der Täufer
- Insel Syros (Σύρος/Síros): Ano Syros: Kathedrale St. Georg, röm.-kath.
- Thessaloniki:
  - Kathedrale St. Gregor, orth.
  - Kathedrale der Unbefleckten Empfängnis, röm.kath.
- Insel Tinos (Tēnos, Τήνος): Xinara (Ξινάρα): Kathedrale Unserer Frau vom Rosenkranz, röm.-kath.
- 81 kleine Diözesen in ganz Griechenland, griechisch-orthodox

### Island
- Reykjavík
  - Dómkirkja, Lutherische Domkirche
  - Landakotskirkja, Römisch-katholische Domkirche, 1929 geweiht, seit 1999 Basilica minor, von Beginn an Bischofskirche
- Skálholt: Skálholtsdómkirkja

### Kosovo
- Pristina: Mutter-Teresa-Kathedrale, röm.-kath.
- Prizren: Kathedrale Unserer Lieben Frau von der immerwährenden Hilfe, röm.-kath.

### Kroatien

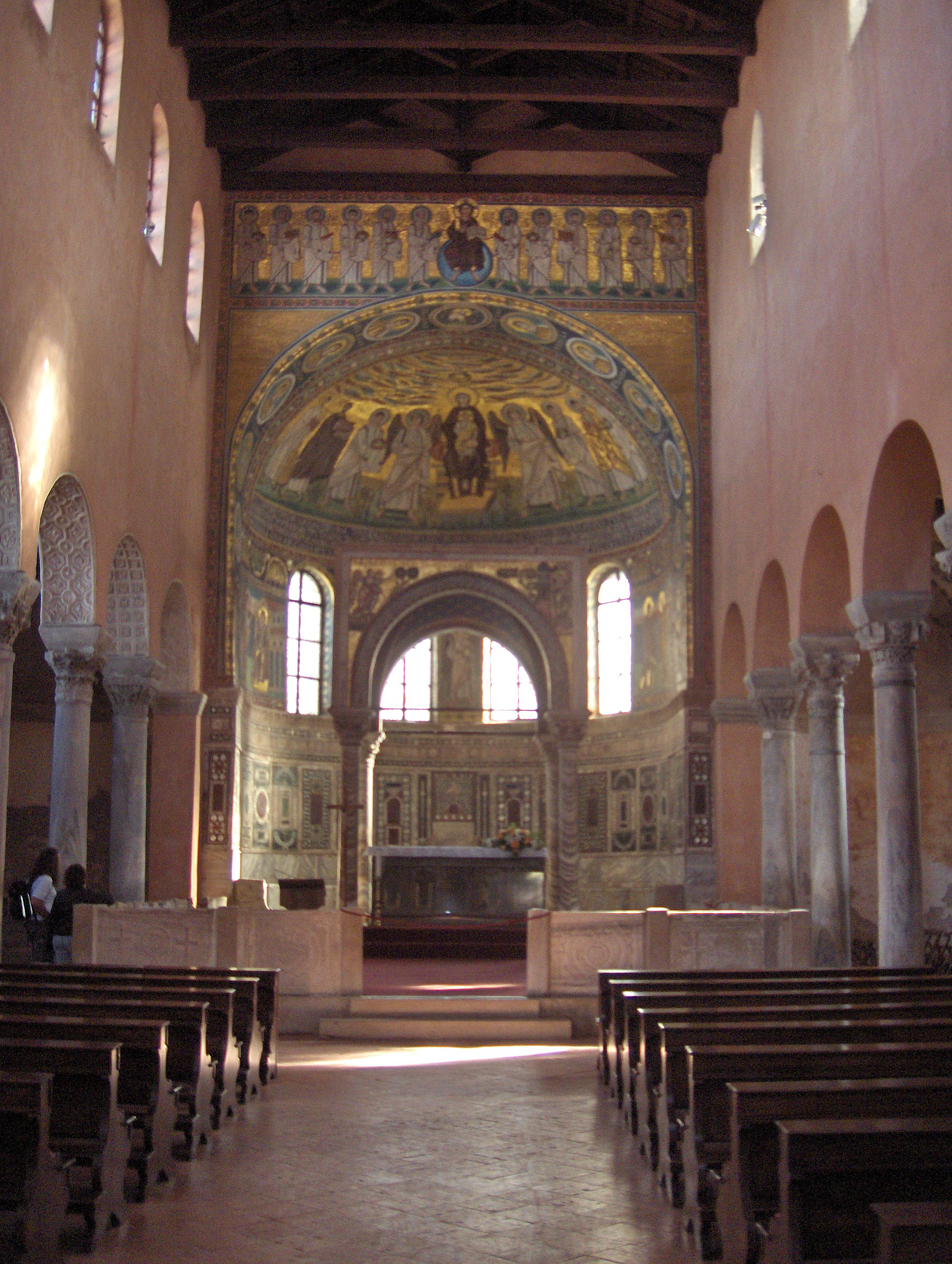
St. Euphrasius-Basilika in Poreč

- Bjelovar: Katedrala Sv. Terezije Avilske (St. Teresa von Avila), röm.-kath.
- Đakovo: Katedrala sv. Petra (St. Peter), röm.-kath., Basilica minor
- Dubrovnik: Kathedrale Uznesenja Marijina (Mariä Himmelfahrt), röm.-kath.
- Gospić: Katedrala Navještenja Blažene Djevice Marije (St. Maria), röm.-kath.
- Hvar: Katedrala sv. Stjepana (St. Stephan), röm.-kath.
- Korčula: Katedrala sv. Markova (St. Markus), röm.-kath., (ehemalige Kathedrale)
- Križevci:
  - Katedrala sv.Trojstva (Heilige Dreifaltigkeit), griechisch-katholisch
  - Konkatedrala sv. Križ (Heilig Kreuz), röm.-kath.
- Krk: Katedrala Uznesenja Blažene Djevice Marije (Maria Himmelfahrt), röm.-kath.
- Makarska: Katedrala sv. Marka (St. Markus), röm.-kath. (ehemalige Kathedrale)
- Modrus: Katedrala sv. Marka (St. Markus), röm.-kath., (ehemalige Kathedrale)
- Nin: Heilig-Kreuz-Kirche (Heilig Kreuz), röm.-kath., gilt als die kleinste Kathedrale der Welt (ehemalige Kathedrale, jedoch nicht nachweisbar, ob es sich wirklich um einen ehemaligen Bischofssitz handelt)
- Osor: Katedrala sv. Marija (St. Maria), röm.-kath. (ehemalige Kathedrale)
- Pićan: Katedrala Navijestenja Blažene Djevice Marije (St. Maria), röm.-kath. (ehemalige Kathedrale)
- Poreč: Euphrasius-Basilika (6. Jahrhundert), röm.-kath., Basilica minor, Bistum seit 3. Jahrhundert
- Požega: Katedrala sv. Terezije Avilske (St. Teresa von Avila), röm.-kath.
- Pula: Katedrala Uznesenja Blažene Djevice Marije (Maria Himmelfahrt), röm.-kath. (ehemalige Kathedrale)
- Rab: Katedrala Uznesenja Blažene Djevice Marije (Maria Himmelfahrt), röm.-kath., (ehemalige Kathedrale)
- Rijeka: Katedrala Sv. Vida (St. Vitus), röm.-kath.
- Senj: Katedrala Uznesenja Blažene Djevice Marije (St. Maria), röm.-kath., (Konkathedrale der Diözese Gospić-Senj)
- Šibenik: Katedrala sv. Jakova (St. Jakob), röm.-kath., Basilica minor
- Sisak: Katedrala Uzvišenja sv. Križa (Heilig Kreuz), röm.-kath.
- Skradin: Katedrala sv. Jakoba (St. Jakob), röm.-kath. (ehemalige Kathedrale)
- Split:
  - Katedrala sv. Dujma (St. Dominus), röm.-kath., die älteste Kathedrale der Welt
  - Konkaterala sv. Petra Apostola (Apostel St. Peter), röm.-kath., (Konkathedrale)
- Trogir: Katedrala sv. Lovre (St. Laurentius), röm.-kath. (Kathedrale des aufgehobenen Bistums Trogir)
- Varaždin: Katedrala Uznesenja Blažene Djevice Marije na nebo (Maria Himmelfahrt), röm.-kath.
- Zadar: Kathedrale von Zadar (St. Anastasius), röm.-kath. , Basilica minor
- Zagreb:
  - Katedrala Marijina Uznesenja i sv.sv. Stjepana i Ladislava Maria Himmelfahrt & St. Stephan, röm.-kath.
  - Konkatedrala Sv. Ćirila i Metoda (Sts. Cyril & Methodius), griechisch-katholisch (Ko-Kathedrale des Bistums Krizevci)
  - Orthodoxe Kathedrale

### Lettland
- Daugavpils:

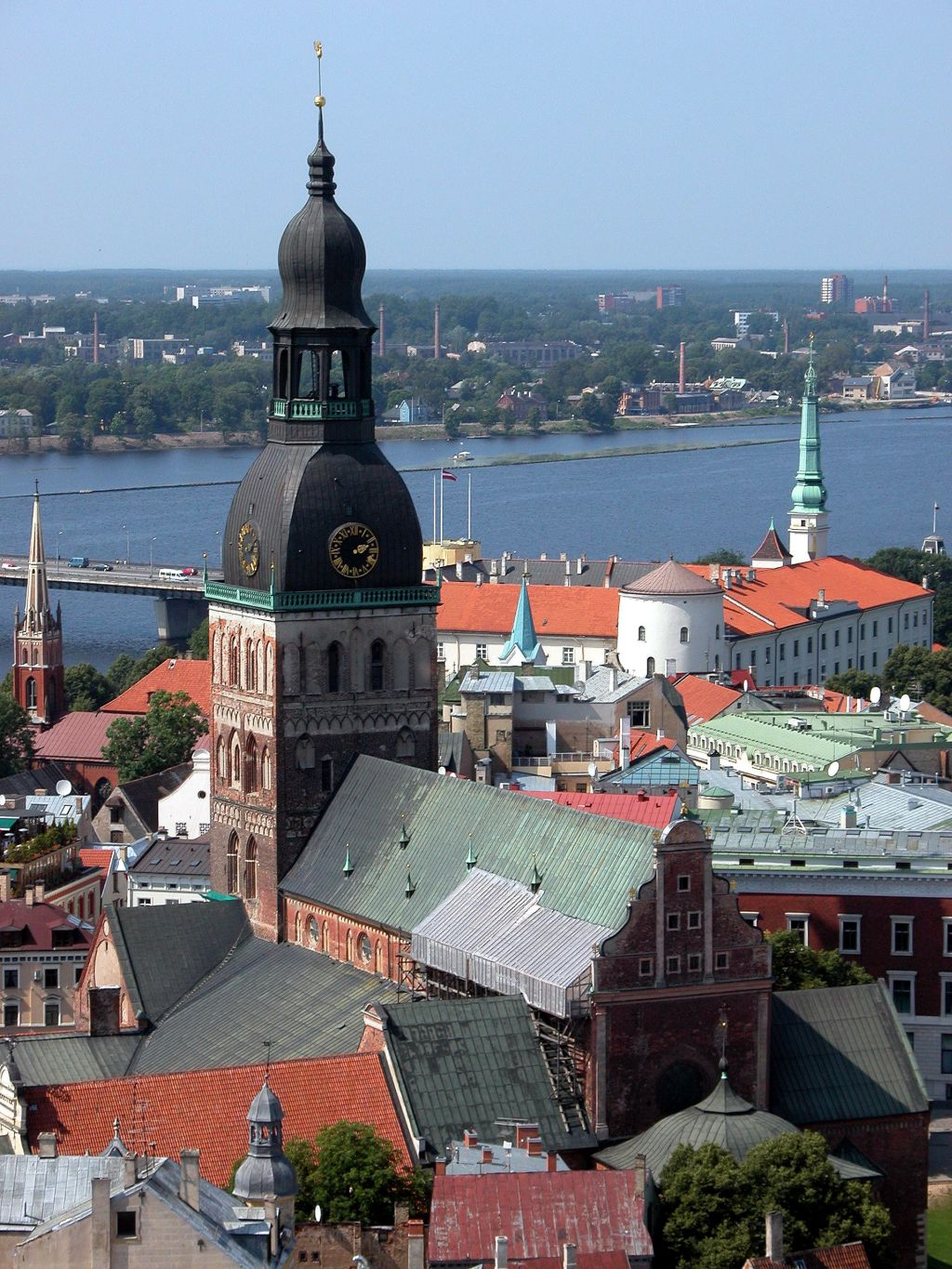
Dom von Riga

  - Boris-und-Gleb-Kathedrale, russ.-orth.
  - Evangelische Kathedrale, evang.
- Jelgava:
  - Muttergotteskathedrale, röm.-kath.
  - Kathedrale St. Anna & Simeon, russ.-orth.
- Liepāja:
  - Kathedrale der Heiligen Dreifaltigkeit, evang.-luth.
  - Kathedrale St. Josef, röm.-kath.
  - Kathedrale St. Nikolaus, russ.-orth.
- Rēzekne: Herz-Jesu-Kathedrale (Rēzekne), röm.-kath.
- Riga:
  - Dom zu Riga, 1211–1776, evang.
  - St.-Jakobs-Kathedrale, röm.-kath.
  - Geburtskathedrale, russ.-orth.

### Liechtenstein
- Vaduz: Kathedrale St. Florin

### Litauen
- Kaišiadorys: Christuskathedrale, röm.-kath.
- Kaunas: Kathedrale St. Peter und Paul, röm.-kath., Basilica minor
- Panevėžys: Christ-König-Kathedrale, röm.-kath.
- Šiauliai: Kathedrale St. Peter und Paul, röm.-kath.
- Telšiai: Kathedrale St. Antonius von Padua, röm.-kath.
- Vilkaviškis: Kathedrale St. Mariä-Heimsuchung, röm.-kath.
- Vilnius:
  - Kathedrale Sankt Stanislaus (Šv. Stanislovo ir Šv. Vladislovo arkikatedra), röm.-kath., Basilica minor
  - Kathedrale der Himmelfahrt der Gottesmutter, orth.

### Malta
- Mdina: Cathedral St. Paul (Ta' San Pawl), 1697–1703, (röm.-kath.), Erzbistum Malta
- Valletta:
  - Co-Cathedral St. John (Ta' San Ġwann), 1573–1578, (röm.-kath.) (Konkathedrale von Malta), Erzbistum Malta
  - Pro-Cathedral St. Paul, 1839–1844, anglikanisch, Bistum Gibraltar
- Victoria (Gozo): Cathedral of the Assumption of the Blessed Virgin Mary, 1697, (röm.-kath.), Bistum Gozo

### Moldawien
- Bălți: Kathedrale Sts. Konstantin & Helena, orth.
- Chișinău:
  - Kathedrale der Geburt des Herrn orth.
  - Kathedrale des Märtyrers Theodor, orth.
  - Kathedrale der Verklärung Christi, orth.
  - Kathedrale der göttlichen Vorsehung, röm.-kath.
- Orhei: Kathedrale St. Dimitri, orth.
- Tighina: Verklärung-Christi-Kathedrale, orth.
- Tiraspol: Kathedrale der Geburt des Herrn, orth.

### Monaco
- Kathedrale Notre-Dame-Immaculée

### Montenegro
- Bar: Kathedrale der Unbefleckten Empfängnis, röm.-kath.
- Budva: Ehemalige Kathedrale Sv. Ivan, röm.-kath.
- Kotor: Katedrala Sv. Trifuna (St. Tryphon), (röm.-kath.), Basilica minor, UNESCO-Welterbe
- Podgorica: Kathedrale der Wiederauferstehung Christi, serbisch-orthodox

### Norwegen
- Alta: Nordlichtkathedrale

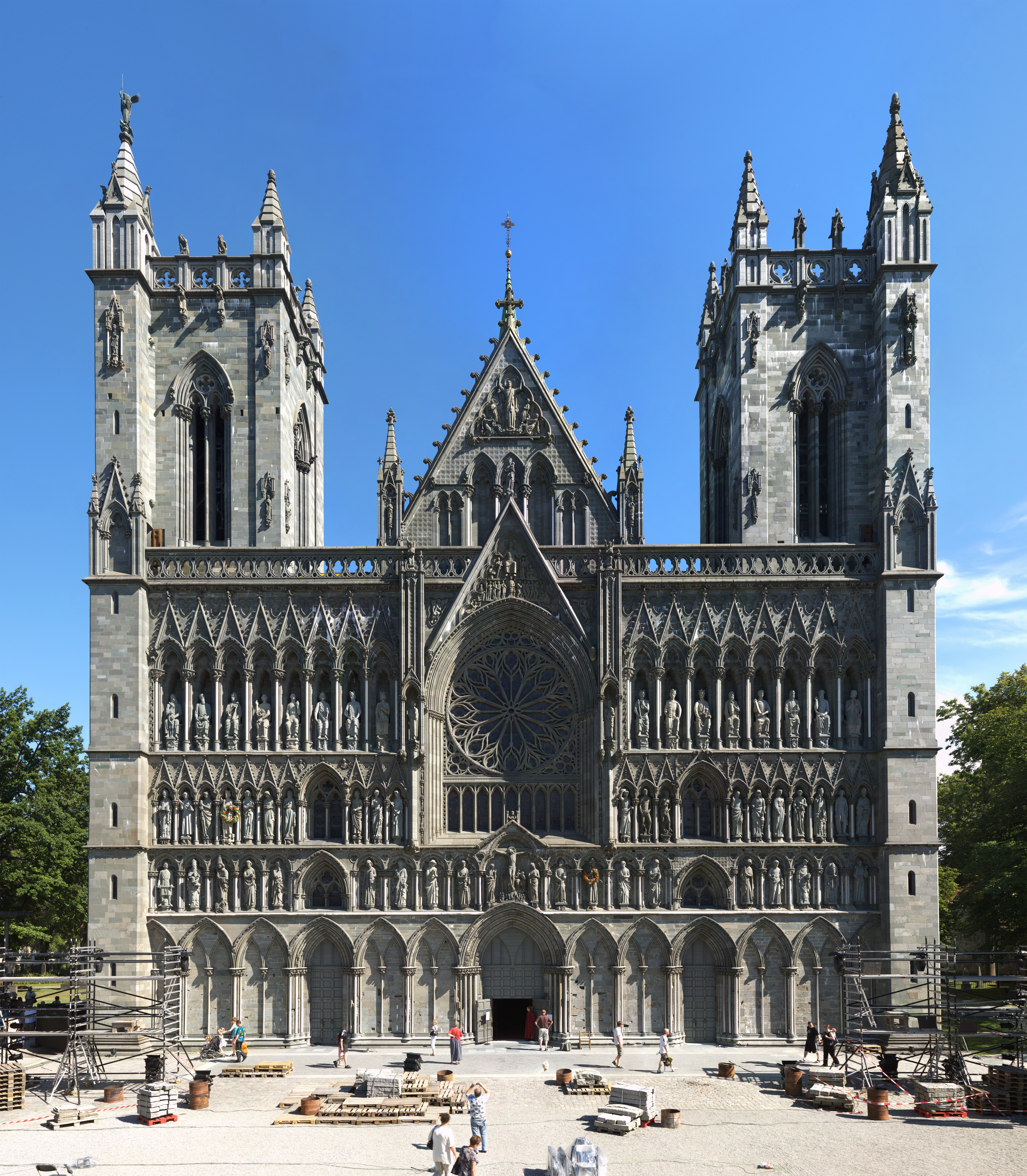
Trondheim: Nidarosdom, Westfassade 19. und 20. Jahrhundert

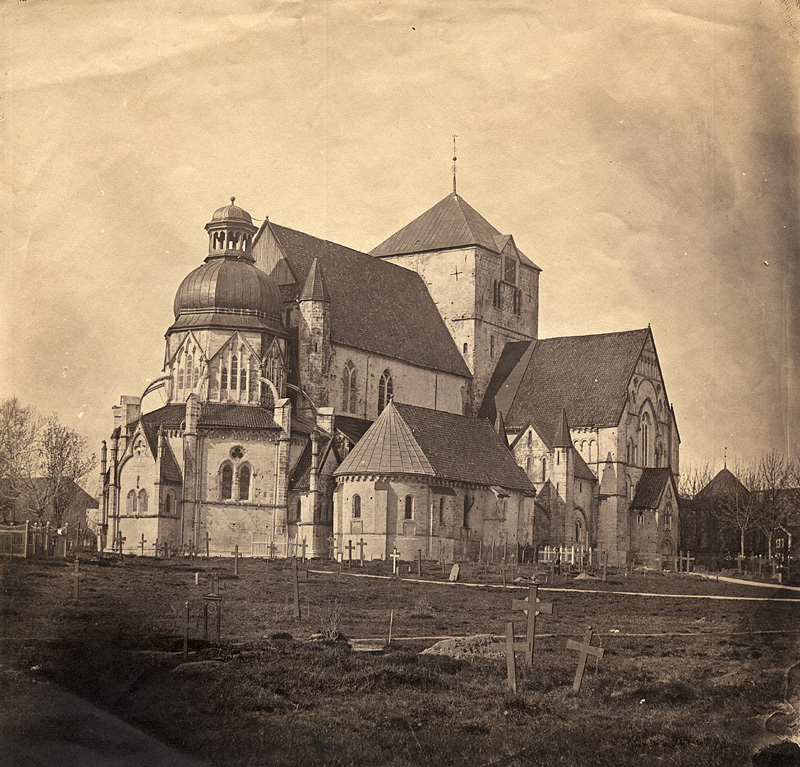
Nidarosdom 1857, vor der Nachbesserung

- Bergen: Domkirche St. Olav 12.–13. Jahrhundert, erst später Bischofskirche, seit 16. Jahrhundert luth.
- Bodø: Domkirche, 1956, luth.
- Fredrikstad: Fredrikstad Domkirke, luth., 1879/80
- Hamar:
  - alte Domkirche, 1152, 1587 zerstört, Ruinen heute Museum
  - neue Domkirche 19. Jh., seit 1864 ev. Bischofskirche
- Kristiansand: Domkirche, evang-luth., 1882–1885
- Molde: Domkirche, 1957, ev. Bischofskirche
- Oslo:
  - Oslo Domkirke, 1697, von Anfang an luth.
  - Kathedrale St. Olav, röm.-kath., geweiht 1856, Bischofskirche seit 1953
- Stavanger: Domkirke St. Svithun, 1150 vollendet, jetzt ev. Bischofskirche
- Tønsberg: Evangelischer Dom, evangelisch, 1858
- Tromsø:
  - Domkirke, 1861, Holzbau, ev. Bischofskirche
  - Eismeerkathedrale (norwegisch: Ishavskatedralen), 1965, keine Bischofskirche, ebenfalls luth.
  - Vår Frue kirke; römisch-katholisch
- Trondheim:
  - Nidarosdom, 1150–1350 und im 19. Jahrhundert, mittelalterliche Bischofs- und Krönungskirche, jetzt ev. Bischofskirche
  - St. Olav römisch-katholisch; geweiht 2016

### Russland
Das russische Wort sobor entspricht etwa dem deutschen Wort Dom, wird aber noch großzügiger benutzt. Kathedralen heißen auf Russisch kafedralnij sobor (Kein Schreibfehler: das griechische θ wird im Russischen nicht als t(h), sondern als f wiedergegeben.).
Kathedralen und andere große, bekannte Kirchen:
- Archangelsk: … , … , russisch-orthodox
- Astrachan: Mariä-Entschlafens-Kathedrale, 1698–1710, russisch-orthodox

- Baltijsk: (Pillau) Kirche Baltijsk, ..., ehem. Reformierte Kirche, russisch-orthodox
- Belgorod: Dreifaltigkeits-Kathedrale, … , russisch-orthodox
- Brjansk : … , … , russisch-orthodox

- Elista: … , … , russisch-orthodox

- Irkutsk: Römisch-katholische Kathedrale von Irkutsk
- Ischewsk (Ižewsk): Sankt-Michaels-Kathedrale , 2004–2007, russisch-orthodox
- Iwanowo: … , … , russisch-orthodox

- Jaroslawl: Mariä-Entschlafens-Kathedrale, 1215–1219, wiedererrichtet 2004–2010, russisch-orthodox
- Jekaterinburg: Kathedrale auf dem Blut, 2002/2003, russisch-orthodox
- Joschkar-Ola: … , … , russisch-orthodox

- Kaliningrad (Königsberg, Królewiec):
  - Christ-Erlöser-Kathedrale, 1996–2006
  - Königsberger Dom, 1333–1380, Bischofskirche bis 1522, jetzt u. a. orth. und luth. Gottesdienste

- Kaluga: … , … , russisch-orthodox

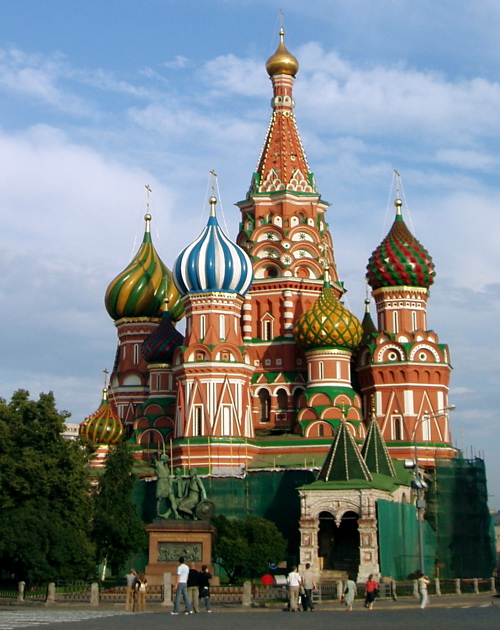
Basiliuskathedrale

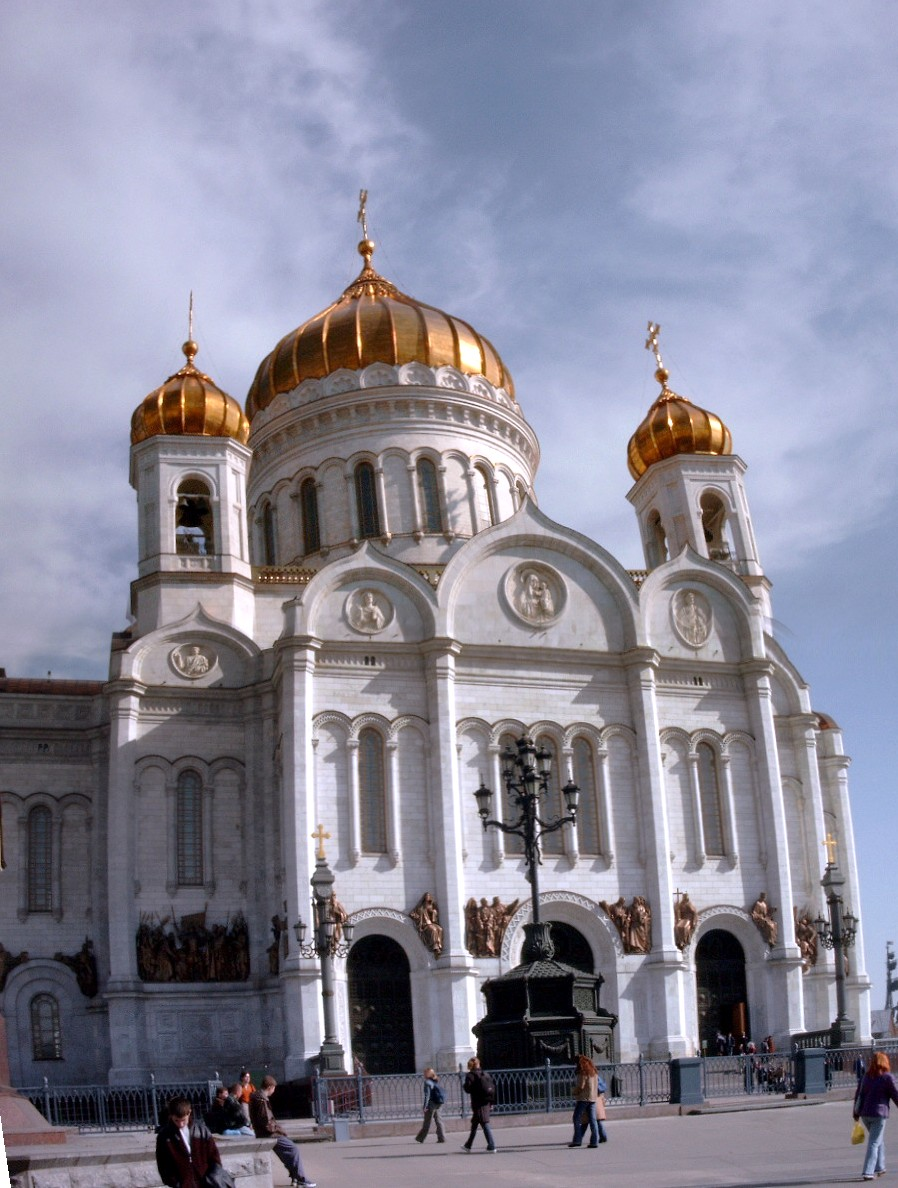
Moskauer Christ-Erlöser-Kathedrale

- Kasan: Peter-und-Pauls-Kathedrale, … , russisch-orthodox
- Kingissepp: Katharinenkathedrale, 1764–1782
- Kolomenskoje: 1532, ehem. russ. orth. Kathedrale, turmartiges Gebäude mit kleiner Grundfläche
- Kronstadt : Marinekathedrale, 1908–1913, russisch-orthodox
- Kostroma: Kathedrale des Erscheinens Christi (Bogojawlenskij sobor), 1559–1565, russisch-orthodox
- Krasnodar: … , … , russisch-orthodox
- Krutizi (Krutici): … , … , russisch-orthodox.
- Kurgan: … , … , russisch-orthodox
- Kursk: … , … , russisch-orthodox

- Ljudinowo: … , … , russisch-orthodox

- Maikop: … , … , russisch-orthodox
- Moskau
  - Basilius-Kathedrale, … , russisch-orthodox
  - Mariä-Entschlafens-Kathedrale, … , russisch-orthodox
  - Christ-Erlöser-Kathedrale, … ,
  - Kasaner Kathedrale, … ,
  - Mariä-Verkündungs-Kathedrale, … ,
  - Erzengel-Michael-Kathedrale, … ,
  - Mariä-Gewandniederlegungs-Kirche, … ,
  - Mutter-Gottes-Kathedrale, 1901–1911 , römisch-katholisch
  - Epiphanien-Kathedrale zu Jelochowo
- Murmansk: … , … , russisch-orthodox
- Murom: Mariä-Verkündigungs-Kathedrale, unter Iwan IV. (Russland) 1553, 1664 umgebaut

- Nischni Nowgorod
  - Mariä-Geburt-Kathedrale, Bauzeit: 1696–1716, russisch-orthodox
  - Erzengel-Michael-Kathedrale, 1628–1631
  - Christi-Verklärungs-Kathedrale, 1822
- Nowgorod: Sophienkathedrale, 11. Jahrhundert, russisch-orthodox
- Nowosibirsk: Alexander-Newski-Kathedrale; Römisch-katholische Kathedrale von Nowosibirsk
- Nowotscherkassk: Auferstehungs-Kathedrale, begonnen 1811, vollendet 1904, russisch-orthodox

- Orjol: … , … , russisch-orthodox
- Orenburg: … , … , russisch-orthodox

- Pensa: … , … , russisch-orthodox
- Perm: … , … , russisch-orthodox
- Peterhof: Peter-und-Paul-Kathedrale, 1894–1904, russisch-orthodox
- Petrosawodsk: … , … , russisch-orthodox
- Pskow (Pleskau):
  - Dreifaltigkeits-Kathedrale 1699, Vorgängerbauten seit dem 10. Jahrhundert, russisch-orthodox
  - Kathedrale des Mirosch-Klosters (Спасо-Мироновский монастырь, Spaso-Mironowskij Monastyr'), 12. Jahrhundert, russisch-orthodox

- Rjasan: Erzengelkathedrale im Kreml, 16. Jahrhundert, russisch-orthodox
- Rostow am Don: … , … , russisch-orthodox

- Samara: … , … , russisch-orthodox
- Sankt Petersburg:
  - Isaakskathedrale, 1818–1858,
  - Kasaner Kathedrale, 1801–1811,
  - Peter-Pauls-Kathedrale, 1712–1733,
  - Auferstehungskirche, 1883–1912,
  - Nikolaus-Marine-Kathedrale, 1753–1762,
  - Christi-Verklärungs-Kathedrale, … ,
  - Andreas-Erstgerufener-Kathedrale, … ,
  - Dreifaltigkeitskathedrale, 1828–1835,
  - Sankt-Petri-Kirche, lutherisch, 1833–1838
- Saransk: … , … , russisch-orthodox
- Saratow:
  - … , … , russisch-orthodox
  - Kathedrale St. Peter und Paul, … , römisch-katholisch
- Schadrinsk: Erlöser-Verklärungs-Kathedrale, 1771,
- Schlüsselburg: Kathedrale (Благовещенский собор), 1764–1795,
- Smolensk: Kathedrale der Menschwerdung Christi, … , russisch-orthodox
- Stawropol: … , … , russisch-orthodox
- Syktywkar: … , … , russisch-orthodox.

- Tambow: Verklärungskathedrale, 1694–1783, russisch-orthodox
- Tichwin: Uspenski-Kathedrale, … ,
- Togliatti: Spaso-Preobraschenski-Kathedrale, … ,
- Tscheboksary: … , … , russisch-orthodox
- Tula:
  - Mariä-Entschlafens-Kathedrale, 1898–1902, russisch-orthodox
  - Mariä-Entschlafens-Kathedrale am Kreml, 1762–1766
- Twer (zeitw. Kalinin):
  - Mariä-Entschlafens-Kathedrale, 1722
  - Christi-Himmelfahrts-Kathedrale, nach 1763, geweiht 1813
  - Auferstehung-Christi-Kathedrale, 1913

- Ufa: … , … , russisch-orthodox
- Uljanowsk: Dreifaltigkeitskathedrale, 1827–1841, russisch-orthodox

- Wjatka (Kirow, Chlynow): Trifonow-Kathedrale, … , russisch-orthodox
- Wladikawkas: Sankt-Georgs-Kathedrale
- Wladimir: Mariä-Entschlafens-Kathedrale, 1158–1160 ,
- Wladiwostok:
  - Mutter-Gottes-Kathedrale, … , römisch-katholisch
  - Swjato-Nikolskij (St. Nikolai), russisch-orthodox
- Wologda: Sophienkathedrale: … , … , russisch-orthodox
- Woronesch (Woronež): … , … , russisch-orthodox

### San Marino
- Basilika San Marino, 1826–1838, (Ko-Kathedrale der Diözese San Marino-Montefeltro)

### Schweden
- Göteborg: Göteborger Dom
- Härnösand: Dom zu Härnösand

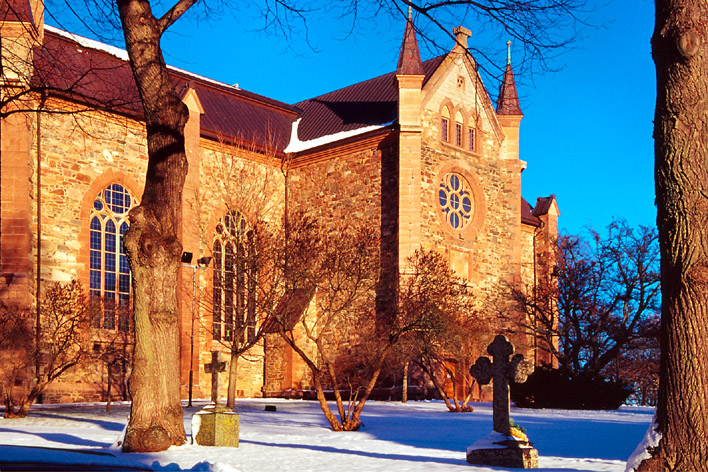
Mariestad, Domkirche

- Kalmar: Kalmars Domkyrka, 1660–1699, von Anfang an lutherische Hauptkirche
- Karlstad, Dom zu Karlstad, 1730, ev. Bischofskirche
- Linköping: Linköpings Domkyrka, 1230–1485 (-19. Jahrhundert), ev. Bischofskirche
- Luleå, Dom zu Luleå, 1893, ev. Bischofskirche
- Lund: Dom zu Lund, 1103 ff. (Türme 1873), war bis zur Reformation die Erzbischofskirche Skandinaviens, jetzt ev. Bischofskirche
- Skara: Dom zu Skara, 12. Jahrhundert, jetzt ev. Bischofskirche
- Stockholm:
  - Domkyrka St. Nikolaus (Storkyrkan), 13. Jahrhundert und 1740 (luth.)
  - Domkyrka St. Erik (kath.), Diözese seit 1953
- Strängnäs, Backstein, 1280 , jetzt ev. Bischofskirche
- Uppsala: Uppsala Domkyrka, 1260–1435, jetzt ev. Bischofskirche
- Västerås, Dom zu Västerås, 12. Jahrhundert, zahlreiche Umbauten, jetzt ev. Bischofskirche
- Växjö: Dom zu Växjö, 14. Jahrhundert, jetzt ev. Bischofskirche
- Visby: Domkirche St. Marien, 13./14. Jahrhundert, jetzt ev. Bischofskirche

### Serbien
- Belgrad:
  - Alexander-Newski-Kirche
  - Katedrala Blažene Djevice Marije (St. Maria) , röm.-kath.
  - Kathedrale Hl. Sava (die größte christlich-orthodoxe Kathedrale der Welt)
  - Erzengel-Michael-Kathedrale, Markuskirche, serbisch-orthodox
- Novi Sad: Katedrala St. Georg, serbisch-orthodox
- Pristina (Kosovo): Kathedrale St. Teresa von Kalkutta, röm.-kath., in Bau befindlich
- Prizren (Kosovo):
  - Bogorodica Ljeviška (serbisch-orthodox)
  - Kathedrale Unserer lieben Frau von der immerwährenden Hilfe (Prizren)
- Ruski Krstur: Kazedrala Sv. Nikole (St. Nikolaus), kroatisch-katholisch
- Sremska Mitrovica: Kathedralbasilika St. Demetrius (St. Dimitrius), (röm.-kath.), Basilica minor
- Subotica: Kathedrale St. Teresa von Ávila, (röm.-kath.), Basilica minor
- Zaječar: Mariä-Geburt-Kathedrale
- Zrenjanin: Katedrala sv. Ivanu Nepomuku (St. Johannes Nepomuk), röm.-kath.

### Slowenien

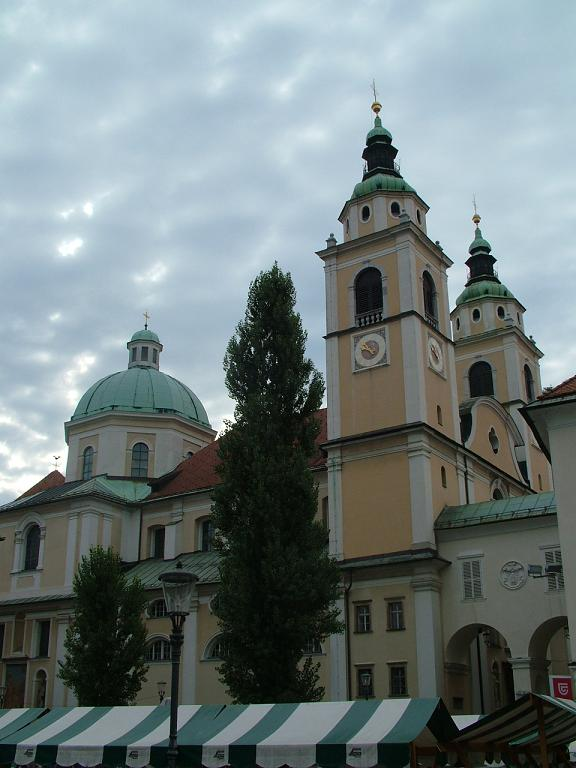
Dom zu Ljubljana

- Celje (Cilli): Stolnica sv. Danijela (St. Daniel), 13./14. Jahrhundert, Bischofssitz seit 2006, vorher Abteikirche, Katholisches Bistum Celje
- Koper: Marijinega vnebovzetja (Mariä Himmelfahrt), 15. Jahrhundert, Bischofssitz seit dem 8. Jahrhundert mit Unterbrechung 1828–1918, Katholisches Bistum: Koper
- Ljubljana (Laibach): sv. Nikolaja (St. Nikolaus), 17. Jahrhundert, Katholisches Bistum: Ljubljana
- Maribor (Marburg an der Drau): Stolnica sv. Janeza Krstnika (St. Johannes der Täufer), 12. Jahrhundert, barocke Umgestaltung, Katholisches Bistum: Maribor
- Moravske Toplice: 19. Jahrhundert, Bischofssitz der Evangelischen Kirche A. B. in Slowenien
- Murska Sobota (Olsnitz): Stolnica sv. Nikolaja (St. Nikolaus), 1912 (Vorgängerbau 1350), Bischofssitz seit 2006, Katholisches Bistum Murska Sobota
- Nova Gorica (Neu-Görz): Kristusa Odrešenika (Erlöserkathedrale). 1982, Konkathedrale, seit 2004, Katholisches Bistum: Koper
- Novo mesto (Rudolfswerth):. Stolnica sv. Nikolaja (St. Nikolaus), 15. Jahrhundert, Bischofssitz seit 2006, Katholisches Bistum: Novo mesto
- Ptuj (Pettau): Stolnica sv. Jurija (St. Georg), Ehemalige Kathedrale, Katholisches Bistum: Maribor

### Tschechien

Veitsdom

- Brünn: Katedrála sv. Petra a Pavla (St.-Peter-und-Paul-Kathedrale), 14. Jahrhundert, Bischofssitz 15. Jahrhundert, kath., Bistum Brno
- Budweis (České Budějovice): Katedrála sv. Mikuláše (Nikolai-Kathedrale), 1649, kath., Bistum České Budějovice
- Hradec Králové (Königgrätz): Katedrála Svatého Ducha (Heiliggeist-Kathedrale), 14. Jahrhundert, kath., Bistum Hradec Králové
- Kutná Hora (Kuttenberg): Chrám sv. Barbory (Dom der heiligen Barbara) 1388–1588 und 1888–1905 (u. a. Zeltdächer), kath., kein Bischofssitz
- Litoměřice (Leitmeritz): Katedrála sv. Štěpána (Stephansdom), urspr. gotisch, 1664–80 umgestaltet, kath., Bistum Litoměřice
- Litomyšl (Leitomischl): Chrám sv. Kříže (Heilig Kreuz), ehemalige Kathedrale, kath., Bistum Praha
- Olmütz: Katedrála sv. Václava (Wenzelsdom), 11./13./16. Jahrhundert, kath., Erzbistum Olomouc
- Ostrava (Ostrau): Katedrála Božského Spasitele (Kathedrale des Gottlichen Erlösers), 1883–1889, kath., Bistum Ostrava - Opava
- Opava (Troppau): Konkatedrála Nanebevzetí Panny Marie (Konkathedrale Mariä Himmelfahrt), kath., Bistum Ostrava - Opava
- Pilsen (Pilsen): Katedrála sv. Bartoloměje (St.-Bartholomäus-Kathedrale), 14. / 15. Jahrhundert, kath., Bistum Plzeň
- Prag:
  - Veitsdom, 14./15. Jahrhundert-1929, auf dem Hradschin, kath., Erzbistum Prag, Nationalschrein
  - Sv. Klimenta (St. Klemens), kath., Bistum Tschechische Republik, Ruthenisch-Griechischer Ritus
  - Chrám svatého Vavřince (St. Laurentius-Kathedrale), altkath.
  - Kirche St. Cyrill und Method, orthodoxe Kathedrale in Prag
- Varnsdorf (Warnsdorf): Altkatholische Kirche Varnsdorf, Konkathedrale des tschechischen altkatholischen Bistums

### Türkei
- Ani (nordöstl. von Kars): Kathedrale, 989–1001, nach Erdbeben von 1319 aufgegeben, armen. orth.
- Antakya (Antiochia): Domus Aurea
- İskenderun: Verkündigungskathedrale, röm.-kath.
- Istanbul:
  - Hagia Sophia, Hauptkirche des christlichen Konstantinopel und der gesamten orthodoxen Welt, im 6. Jahrhundert erbaut, 1453–1930 Moschee, 1935–2020 Museum, seit 2020 wieder Moschee.
  - Georgskathedrale, Sitz des Ökumenischen Patriarchats von Konstantinopel, Kathedrale seit 1602, mehrmals zerstört und wiederaufgebaut
  - Heiliggeistkathedrale, römisch-katholisch
  - Sv. Stefan, 1893–98 (Eisenkonstruktion!), bulgarisch-orthodox
- Izmir: St.-Johannes-Kathedrale, röm.-kath.
- Mersin: Ko-Kathedrale St. Antonius von Padua, röm.-kath.
- Samsun: Surp-Nigoğayos, armen. apostol.
- Trabzon:
  - Hagia Sophia (Trapezunt), 1238–1263 als orthodoxe Kathedrale erbaut, 1461–1958 Moschee, seit 1964 Museum
  - St.-Philippus-Kathedrale (seit 1461), seit 1665 Moschee (Kudrettin-Moschee)
  - Gregor-von-Nyssa-Kathedrale (seit 1665), 1930 gesprengt

### Ukraine
- Charkiw:

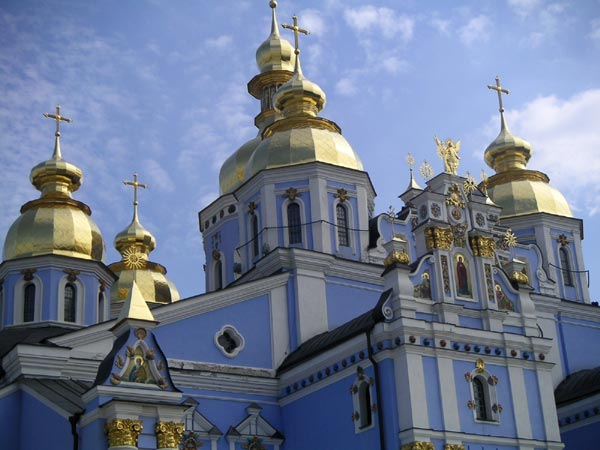
Michaelskathedrale, Kiew

  - Kathedrale zur Jungfrau Maria, röm.-kath.
  - Alexander-Newski-Kathedrale, orth.
  - Blagoveschenkathedrale, orth.
  - Pokrovkathedrale, orth.
  - Sergijkathedrale, orth.
  - Uspensky-Kathedrale, orth.
- Cherson: Katharinenkathedrale, orth.
- Dnipro: Verklärungskathedrale
- Donezk: Verklärung-Christi-Kathedrale, orth.
- Iwano-Frankiwsk: Auferstehungskathedrale, orth.
- Jalta: Alexander-Newski-Kathedrale, orth.
- Kamjanez-Podilskyj: Peter- und Pauls-Kathedrale, röm.-kath.
- Kiew:
  - Patriarchatskathedrale zur Auferstehung Jesu, röm.-kath. (ukrain. Ritus)
  - St. Alexander-Kathedrale, röm.-kath.
  - Andreaskathedrale, orth.
  - Michaelskathedrale, orth.
  - Nikolauskathedrale, orth.
  - St.-Nikolaus-Kathedrale
  - Sophienkathedrale, orth.
  - Mariä-Entschlafens-Kathedrale, orth.
  - Uspensky-Kathedrale im Höhlenkloster, orth.
  - Wladimirkathedrale, orth.
- Krywyj Rih: Verklärungskathedrale
- Luhansk: Kathedrale st. Wladimir, orth.
- Luzk:
  - Peter-und-Paul-Kathedrale, röm.-kath.
  - Dreifaltigkeitskathedrale
- Lwiw (Lemberg):
  - Lateinische Kathedrale Mariae Himmelfahrt
  - Metropolitankathedrale Mariae Himmelfahrt, röm.-kath., Basilica minor, UNESCO-Welterbe
  - Sankt-Georgs-Kathedrale, grie.-kath. (ukrain. Ritus)
  - Armenische Kathedrale (Lemberg)
- Mukatschewo: Kathedrale St. Martin von Tours, röm.-kath.
- Mykolajiw: Marienkathedrale, orth.
- Nowomoskowsk, Dreifaltigkeitskathedrale
- Odessa
  - Kathedrale zur Aufnahme Mariens, röm.-kath. (ukrain. Ritus)
  - Kathedrale zur Mutter Gottes, röm.-kath.
  - Orthodoxe Kathedrale
- Pawlograd: Orthodoxe Kathedrale
- Riwne: Orthodoxe Kathedrale
- Sambir: Dreifaltigkeitskathedrale, röm.-kath.
- Saporischschja:
  - Kathedrale zum gnadenvollen Vater, röm.-kath.
  - Orthodoxe Kathedrale
- Schytomyr:
  - Sophienkathedrale, röm.-kath.
  - Orthodoxe Kathedrale
  - Verklärungskathedrale
- Sewastopol: Wladimirkathedrale
- Ternopil: Kathedrale zur unbefleckten Empfängnis, röm.-kath.
- Tschernihiw:
  - Mariä-Entschlafens-Kathedrale (Tschernihiw)
  - Spaso-Preobraschenski-Kathedrale (11. Jahrhundert), erste Kathedrale der Kiewer Rus
  - Kathedrale von Boris und Gleb (12. Jahrhundert)
  - Uspensky-Kathedrale, orth.
- Ushhorod:
  - Alte Orthodoxe Kathedrale
  - Griechisch-Orthodoxe Kathedrale
  - Ukrainisch-Orthodoxe Kathedrale
  - Kreuzerhöhungskathedrale
- Winnyzja: Orthodoxe Kathedrale
- Wolodymyr:
  - Mariä-Entschlafens-Kathedrale (Wolodymyr-Wolynskyj)
  - Uspensky-Kathedrale, orth.

### Ungarn
- Budapest:
  - Szent István király társszékesegyház (St. Stephan), (Konkathedrale des Erzbistums Esztergom-Budapest), UNESCO-Welterbe, Basilica minor
  - Entschlafens-Kathedrale, Ungarisch-Orthodox
- Debrecen: Szent Anna székesegyház (Kathedrale St. Anna)
- Eger (Erlau):
  - Szent János apostol és evangélista, Szent Mihály főangyal, Szeplőtelen Fogantatás főszékesegyház (Kathedrale St. Johannes Evangelist), Basilica minor
  - St. Michael
  - Basilika der Unbefleckten Empfängnis
- Esztergom (Gran): Nagyboldogasszony és Szent Adalbert főszékesegyház (Kathedrale Mariä Himmelfahrt und St. Adalbert)
- Gyula: Kathedrale St. Nikolaus, Rumänisch-Orthodox
- Győr (Raab): Mennyekbe Fölvett Boldogságos Szűz Mária székesegyház (Kathedrale Maria Himmelfahrt), Basilika minor
- Hajdúdorog: Istenszülő templomba vezetése Görög katolikus székesegyház (Kathedrale Maria Erscheinung im Tempel)
- Kalocsa: Nagyboldogasszony Főszékesegyház (Kathedrale Maria Himmelfahrt)
- Kaposvár: Nagyboldogasszony székesegyház (Kathedrale St. Maria)
- Kecskemét: Urunk Mennybemenetele Társszékesegyház (Konkathedrale der Diözese Kalocsa-Kecskemét)
- Nyíregyháza: Magyarok Nagyasszonya Társszékesegyház (Konkathedrale der Diözese Debrecen-Nyíregyháza)
- Pannonhalma: Szent Márton (Basilika St. Martin), UNESCO-Welterbe, Kloster
- Pécs (Fünfkirchen): Kathedrale St. Peter und Paul (Pécs), Szent Péter és Szent Pál székesegyház, Basilica minor
- Szeged: Magyarok Nagyasszonya püspöki székesegyház (Kathedrale Unserer Lieben Frau von Ungarn)
- Székesfehérvár (Stuhlweißenburg): Szent István székesegyház (Kathedrale St. Stephan), Basilica minor
- Szentendre: Serbisch-Orthodoxe Kathedrale
- Szombathely (Steinamanger): Sarlósboldogasszony székesegyházi (Kathedrale Maria Heimsuchung)
- Vác: Nagyboldogasszony székesegyház (Kathedrale Mariä Himmelfahrt und Erzengel Michael)
- Veszprém: Szent Mihály székesegyház (Kathedrale St. Michael), Basilica minor

### Vatikanstadt
Im Vatikanstaat gibt es keine Kathedralen. Der Petersdom ist zwar Papstbasilika, aber kein Bischofssitz. Der Lateran, die Kathedrale des Papstes als Bischof von Rom, gehört zwar zum exterritorialen Besitz des Heiligen Stuhls, ist aber nicht Teil des vatikanischen Staatsgebietes, sondern gehört zu Italien.

### Belarus
- Babrujsk: Kathedrale St. Michael, orthodox
- Brest: Kathedrale, orthodox
- Homel: Kathedrale St. Peter und Paul, orthodox
- Hrodna (Grodno): Franz-Xaver-Kathedrale (ehem. Jesuitenkirche), röm.-kath.
- Kobryn: Alexander-Newski-Kathedrale, orthodox
- Mahiljou (Mogiljow):
  - Kathedrale, orthodox
  - Marienkathedrale, (Konkathedrale), röm.-kath.
- Masyr: Erzengel-Michael-Kathedrale, 1829, orthodox
- Minsk:
  - Kathedrale der Heiligen Dreifaltigkeit, orthodox
  - Heiliggeist-Kathedrale, orthodox
  - Mariä-Namen-Kathedrale, röm.-kath.
- Pinsk:
  - Kathedrale St. Theodor, orthodox
  - Kathedrale Mariä Himmelfahrt, röm.-kath.
- Polazk: Kathedrale St. Sophia, orthodox
- Wizebsk: Kathedrale St. Barbara, röm.-kath.